# Palaeomuteloidea
De Palaeomuteloidea zijn een superfamilie van uitgestorven tweekleppigen uit de orde Actinodontida.

## Taxaonmie
De volgende familie is bij de superfamilie ingedeeld:
- † Palaeomutelidae Lahusen, 1897